# Stefan Penn
Stefan Penn (* 24. Januar 1967 in der Pfalz) ist ein deutscher Bauingenieur und Betriebswirt. Von 2011 bis September 2013 war er Projektleiter des Bahnprojekts Stuttgart–Ulm (Stuttgart 21 und Neubaustrecke Stuttgart–Wendlingen), vom September 2013 bis 1. Januar 2015 war er technischer Projektleiter des Projekts.

## Werdegang
Nach dem Studium baute Penn zunächst in Deutschland, dann in Europa Glasfasernetze auf. Er befasste sich mit Hotels, bevor er schließlich in den Vereinigten Staaten wiederum Glasfasernetze baute. 2002 wurde Penn kaufmännischer Leiter des Projekts Stuttgart 21. Von 2002 bis 2005 war er Leiter des Projektcontrollings.
2005 wechselte er zum DB-Projektzentrum Karlsruhe. Er betreute unter anderem den Katzenbergtunnel. 2007 wurde er Gesamtprojektleiter der Neu- und Ausbaustrecke Karlsruhe–Basel.
Mit Wirkung zum 1. Juni 2011 wurde er zum Gesamtprojektleiter für das Bahnprojekt Stuttgart–Ulm ernannt. Penn löste damit Hany Azer ab, der in dieser Funktion im Mai 2011 zurückgetreten war. Sein Projektteam habe zunächst hundert Mitarbeiter umfasst und sollte sich noch verdoppeln. Als Leiter des Projekts Karlsruhe–Basel folgte ihm zum 1. August 2011 Matthias Hudaff nach, bislang Leiter des Großprojekts am Flughafen Berlin Brandenburg. Laut einem Medienbericht von November 2012 stand Penn nach Angaben aus dem Umfeld der Deutschen Bahn vor der Ablösung als Projektleiter.
Im Rahmen der Gründung der DB Projekt Stuttgart–Ulm GmbH wurde er als einer von vier Geschäftsführern, zuständig für Projektmanagement und Technik, ernannt. Die Geschäftsführung übernahm der Wirtschaftsingenieur Manfred Leger. Nach eigenen Angaben seien seine Aufgaben damit unverändert.
Ende November 2014 kündigte die Deutsche Bahn AG ohne Angaben von Gründen das Ausscheiden Penns zum 1. Januar 2015 an. Über seine Nachfolge solle kurzfristig entschieden werden. Penn wolle sich neuen Aufgaben im DB-Konzern zuwenden. Projektkritiker sahen darin ein Signal, dass selbst führende Mitarbeiter nicht mehr an die Umsetzung von Stuttgart 21 glaubten. Mit Handelsregister-Eintrag vom 4. Februar 2015 schied er als Geschäftsführer aus. Seine Stelle wurde zunächst nicht wieder besetzt. Zum 1. Februar 2018 wurde Olaf Drescher zum technischen Geschäftsführer berufen.

## Sonstiges
Penn gilt als bodenständige Person. Kritiker bemängeln, dass er noch kein Großprojekt vollständig durchgestanden und damit nicht genügend Erfahrung habe. Als Projektleiter hatte Penn kaum öffentliche Auftritte.
Penn ist verheiratet und wohnte eine Dreiviertelstunde mit dem Zug von Stuttgart entfernt.
Er arbeitete nach eigenen Angaben seit von 2016 bis Anfang 2018 für Harsco Rail und ist seither selbstständiger Berater.